# Створення Держави Ізраїль
Створення Держави Ізраїль — процес створення сучасного Ізраїлю, що почався з появи руху політичного сіонізму в 1897 році і завершився вже після проголошення 14 травня 1948 року Декларації незалежності перемогою у Війні за незалежність до середини 1949 року.
Політолог Алек Епштейн писав, що Ізраїль «є однією з найбільш нетипових держав на землі. Створена європейськими євреями на азійському Близькому Сході…, зуміла не тільки вистояти в численних війнах…, але і зберегти демократичний лад…, ця держава залишається в центрі уваги чи не всіх серйозних засобів масової інформації у світі».
Основними етапами процесу державотворення були організація сіоністського руху, декларація Бальфура, британський мандат на Палестину, план ООН по розділу Палестини і Війна за незалежність.

## Історичні передумови
Серед євреїв, що жили в діаспорі, завжди було поширено сильне прагнення повернутися до Сіону. Починаючи з XII століття переслідування євреїв християнською церквою також привели до їх притоку в Святу землю. В 1492 році цей потік істотно поповнився євреями, вигнаними з Іспанії, які заснували єврейську общину Цфата.
Перші практичні плани створення єврейської держави були викладені в книгах Цві-Гірша Калішера «Вимога Сіону» в 1860 році і Мозеса Гесса «Рим і Єрусалим» в 1862 році. Ці праці привели в 1880-х роках до початку практичного (поселенського) сіонізму, руху «Ховевей Ціон» («Палестінофіли»).
Перша велика хвиля сучасної імміграції, відома як перша алія (івр. עלייה), почалася в 1881 році, коли євреї були змушені рятуватися втечею від погромів в Східній Європі. В 1882 році Леон Пінскер видав брошуру «автоемансіпації», де написав, що проблему антисемітизму можна вирішити тільки шляхом створення єврейської держави.
Існує поширена думка про те, що важливою передумовою створення Ізраїлю була Катастрофа європейського єврейства в період з 1933 по 1945 роки. Однак, геноцид євреїв в Європі хоч і вплинула на процес створення Ізраїлю з загальноісторичної точки зору, але не був найважливішим фактором ємства рішень і майже не згадується в ключових документах з даного питання.

## Створення руху політичного сіонізму

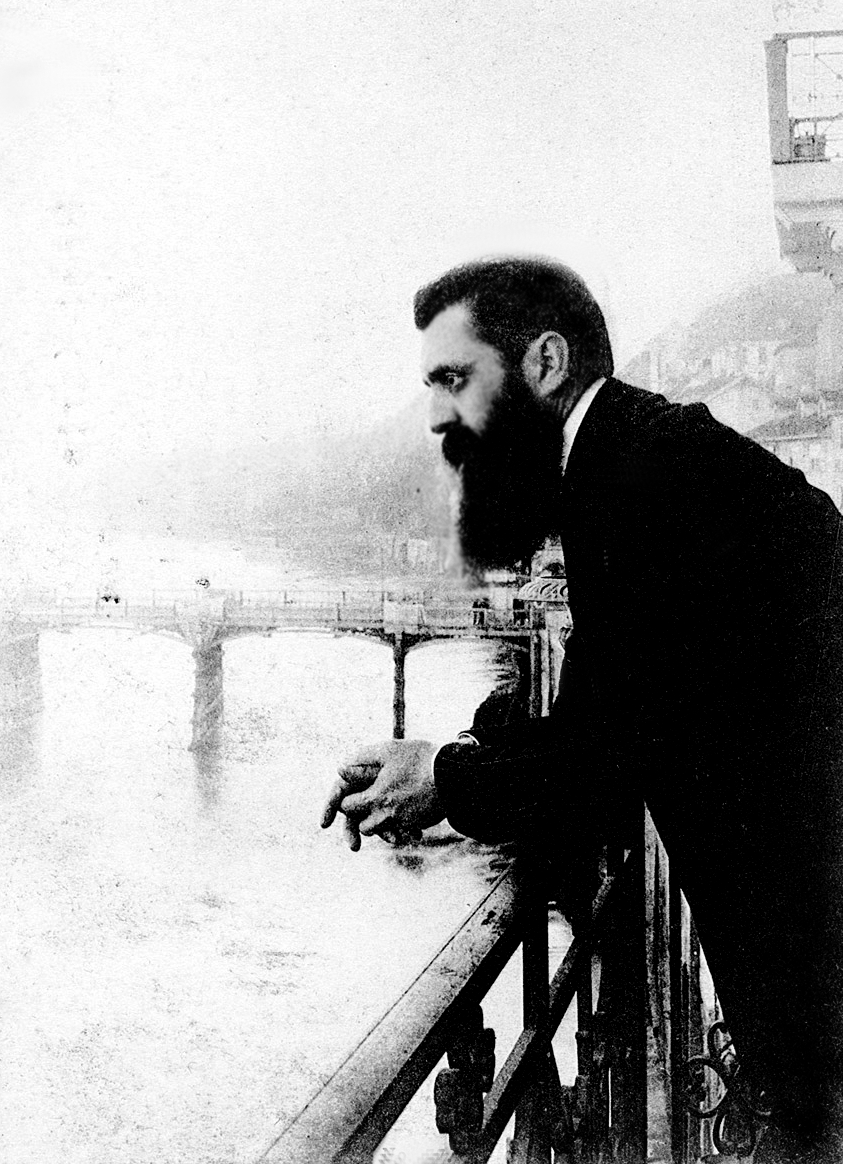
Теодор Герцль

Прагнення до створення власної держави на Землі Ізраїлю знайшло організаційні форми з появою політичного сіонізму. Сіонізм став відповіддю на антисемітизм Нового часу, який відкидав асиміляцію євреїв. Таким чином, як пише Бін'ямін Нойбергер, сіонізм був своєрідним антиколоніальним рухом, оскільки виступав проти дискримінації і гноблення, приниження і погромів євреїв — «положення меншини, підлеглого чужий і чужої влади».
Засновником політичного сіонізму вважається Теодор (Бін'ямін Зеєв) Герцль. В 1896 році Герцль опублікував свою книгу «Єврейська держава» (нім. Der Judenstaat), в якій виклав своє бачення майбутнього єврейської держави. У своїй книзі Герцль описував не просто якусь мрію, а розгорнутий план створення держави, включаючи його конституцію, закони, соціально-економічну структуру, військову організацію і навіть прапор. Майбутнє держава Герцль бачив форпостом європейської цивілізації на Близькому Сході. На думку російського історика Агапова, настільки конкретний підхід призвів до того, що проект Герцля спочатку сприймався сучасниками як утопічний.

Уже в наступному році Герцль керував першим Світовим єврейським конгресом в Базелі, де була заснована Всесвітня сіоністська організація (ВСО). «Базельська програма», що визначила мета міжнародного сіонізму як створення «притулку» для єврейського народу в Палестині, стала першою історичною віхою ізраїльської державності. 3 вересня 1897 року Герцль записав у своєму щоденнику: 
|  | ... в Базелі я створив єврейську державу... Можливо, через п'ять років, а можливо, через п'ятдесят років це буде знати кожний. |

 Значення «Базельської програми» була в тому, що вона фактично поставила крапку в дискусії про місцезнаходження майбутнього єврейської держави, а саме в Палестині.
Формулюючи мету існування єврейської держави сіоністи бачили три основні завдання: зменшити дискримінацію євреїв в інших країнах, формувати незалежну національну культуру і виробляти національний характер, належний незалежному народу.
Одним з важливих аспектів було формулювання мети в такому вигляді, щоб не дратувати Туреччини як суверенної палестинської території. Сприяння Туреччини було не менш важливим, ніж схвалення великих держав, тому в самому документі слово «держава» було замінено евфемізмом «Heimstätte» («будинок», «притулок»). В результаті різні сіоністські групи по-різному інтерпретували цей термін: «суверенна єврейська держава» (політичний сіонізм), «духовний центр єврейського народу» (духовний сіонізм), «трудовий центр» (Поалей Ціон) або «Земля Ізраїлю для народу Ізраїлю відповідно до Торою Ізраїлю» (Мизрахи) та інші варіанти. Слід зазначити, що європейські націоналісти, в першу чергу німецькі, сприймали цей план саме як створення окремої суверенної єврейської держави і вітали такий підхід.

## Декларація Бальфура
Наступною важливою подією в боротьбі євреїв за створення власної держави стала так звана Декларація Бальфура. Якщо до початку Першої світової війни багато сіоністів орієнтувалися на Туреччину і Німеччину, то до 1915—1916 років неформальний політичний центр сіонізму перемістився у Велику Британію. Лобістську діяльність в цій країні очолили Хаїм Вейцман, Нахум Соколов та Іехіель Членов. Вони підкреслювали, що велика єврейська громада в Палестині зможе ефективно підтримувати британські інтереси в регіоні та забезпечити охорону стратегічно важливого Суецького каналу. У січні 1915 року член кабінету міністрів Герберт Самуель представив Міністерству закордонних справ меморандум «Майбутнє Палестини», в якому пропонував анексувати цю територію і поселити там «3 або 4 мільйона європейських євреїв».
2 листопада 1917 року секретар закордонних справ Великої Британії Артур Бальфур направив офіційний лист лордові Уолтеру Ротшильду, представнику британської єврейської громади, для передачі Сіоністської федерації Великої Британії. У ньому стверджувалося, що Британія «дивиться позитивно на заснування в Палестині національного дому для єврейського народу» Згодом цей документ отримав назву «Декларація Бальфура». У відповідь на підтримку Великою Британією створення «єврейського дому» в Палестині, єврейські добровольці-сіоністи сформували «Єврейський легіон», який надав британським військам допомогу в завоюванні Палестини.
У лютому 1918 року про свою згоду з «Декларацією» заявила Франція, 9 травня — Італія, 31 серпня того ж року її схвалив президент США Вільсон, а потім, 30 червня 1922 року, конгрес США.
24 квітня 1920 року на конференції в Сан-Ремо « Декларація Бальфура» була затверджена союзниками як основа повоєнного врегулювання в Палестині. Рішення конференції в Сан-Ремо, що стосуються мандатів, включаючи « Декларацію Бальфура», були включені в статті 94-97 (розділ VII) залишився нереалізованим Севрського мирного договору, якими була доповнена Стаття 22 Версальського мирного договору (1919). Оскільки Туреччина відхилила Севрський мирний договір 1920 року, ці рішення були остаточно затверджені Радою Ліги Націй лише 24 липня 1922 року.

## Британський мандат в Палестині
На підставі рішень конференції в Сан-Ремо Ліга Націй вручила в 1922 році Великій Британії мандат на Палестину, пояснюючи це необхідністю «встановлення в країні політичних, адміністративних та економічних умов для безпечного утворення єврейського національного дому». згідно з мандатом Велика Британія зобов'язалася:

«Стаття 2:… створити такі політичні, адміністративні та господарські умови, які забезпечать встановлення єврейського національного дому в Палестині, як викладено в преамбулі, і розвиток інститутів самоврядування.

Стаття 5:… ніяка частина території Палестини не може бути відступлена, здана в оренду або поміщена під управління іноземної держави.

Стаття 6:… сприяти єврейської імміграції та заохочувати щільне заселення євреями земель, включаючи державні землі та землі, що пустують, які не є необхідними для громадських потреб.

Стаття 7:… сприяти придбанню палестинського громадянства євреями, які оберуть Палестину місцем свого постійного проживання»

Зростання імміграції євреїв в Палестину привело до зростання арабського націоналізму і до погіршення відносин між арабами і євреями. Масові протести арабів змусили Велику Британію ввести обмеження на єврейську імміграцію і придбання євреями землі. Частина підмандатної території була віддана під утворення арабської держави Трансіорданії.
При цьому Давид Бен-Гуріон, вимагаючи активізації єврейських зусиль по створенню держави, писав в 1933 році:
ні Велика Британія, ні арабський світ не зникнуть з карти світу, якщо вони не будуть мати Палестину, у той час як наше існування повністю залежить від цього. Для нас це питання життя або смерті…
Наплив єврейських біженців з Європи в 1930-ті роки, які рятувалися від нацистських переслідувань, закінчився арабським повстанням і виданням Великою Британією Білої книги 1939 року, яка практично заборонила єврейську імміграцію і блокувала порятунок євреїв від Голокосту. Для обходу обмежень євреями була створена підпільна організація Моссад ле-Алія Бет.
Після 1945 року Велика Британія виявилася втягнута в наростаючий конфлікт з єврейським населенням. Основною проблемою стало небажання нового уряду Великої Британії на чолі з Клементом Еттлі відмовитися від обмежень Білої книги 1939 року. Міністерська комісія рекомендувала обмежити імміграцію «1500 дозволами на місяць на в'їзд для євреїв, що пережили Катастрофу». Відмова Великої Британії від обіцянок сіоністському руху, заборони на купівлю землі та обмеження імміграції викликали різке посилення антибританських настроїв і прямої боротьби з боку ішува. Керівництво трьох підпільних сіоністських організацій (Хагана, Іргун та Льохи) уклали угоду і почали спільну збройну кампанію проти британської влади. В 1946 році сили опору провели ряд масштабних диверсій, а британські війська і поліція — масові арешти і висилки.
Під час Мандата євреї ніколи не становили більшість населення Палестини, але чисельність свою значно збільшили, так в 1920 році тут араби становили абсолютну більшість (90 %), а до 1947 році євреї становили 31 % населення.

### Організаційна робота в єврейській громаді
Незважаючи на всі перешкоди, єврейські поселенці створили ефективну структуру управління як підготовку до створення власної держави. У звіті Палестинської королівської комісії 1937 року ішува як єврейська громада в Палестині була названа «державою в державі» і відзначені великі успіхи в справі створення єврейського національного вогнища.
Спеціальна комісія ООН в 1947 році в своїй доповіді вказувала, що ішува виконує державні функції, а Єврейське агентство — урядові. Зокрема було зазначено, що:
Вступ до єврейської общини є фактично автоматичним для всіх євреїв від вісімнадцяти років і старше, які прожили в Палестині принаймні три місяці. Все доросле населення у віці 20 років і старше бере участь в обранні членів Виборного зборів, з якого утворюється «Ваад леумі» (Національна рада). У співпраці з іншими громадськими організаціями «Ваад леумі» утримуває — майже виключно на кошти, одержувані від стягуються ним податків та з інших доходів, — систему єврейських шкіл та мережу установ охорони здоров'я і соціального обслуговування…

У житті єврейського населення Палестини Єврейське агентство займає особливе місце як з огляду на його положення відповідно до статті 4 мандата, так і як організація, що представляє світове єврейство. Організоване в Палестині в формі приблизно двадцяти департаментів, відповідних загалом міністерствам самоврядного держави, Агентство стосується всіх сторін єврейського економічного і соціального розвитку в Палестині і має вирішальний вплив в головних питаннях політики та управління, особливо в питаннях імміграції та розвитку сільського господарства.— Офіційні звіти Генеральної Асамблеї, друга сесія. Доповнення в„–11. документ А/364  (Доповідь Спеціальної комісії Організації Об'єднаних Націй з питань Палестини), том II, стр. 5.
Політолог і історик Алек Епштейн відзначає, що єврейська громада в Палестині підготувала гідну базу для створення держави, на його думку тільки в двох сферах діяльності молода держава починало майже з нуля. Одна з них — фінансова сфера, за часів Британської мандата ішува не мав своєї валюти, валютою служила палестинська ліра, яка була міцно прив'язана до курсу фунта стерлінга. Інший неосвоєною сферою була судова система, яку довелося створювати заново; в даній галузі особливий вплив отримало британське законодавство, що стало одним із джерел ізраїльського права.

## План ООН по розділу Палестини
В 1947 році британський уряд заявив про своє бажання відмовитися від мандата на Палестину, аргументуючи це тим, що воно не здатне знайти прийнятне рішення для арабів і євреїв. Створена незадовго до того Організація Об'єднаних Націй на Другий сесії своєї Генеральної Асамблеї 29 листопада 1947 року прийняла план розділу Палестини (резолюція Генеральної асамблеї ООН в"– 181).
Згідно з цим планом Єрусалим мав стати міжнародним містом (corpus separatum) під управлінням ООН, щоб не допустити конфлікту за його статусу.
Серед єврейського населення більшість вітала запропонований план розділу Палестини. Хоча такі радикальні єврейські організації, як Іргун Менахема Бегіна або Льохи Іцхака Шаміра, відкинули цей план, вважаючи його несправедливим по відношенню до євреїв, Єврейське агентство, яке, крім іншого, виконувало тоді деякі функції уряду «ішува» (єврейського населення Палестини), вирішило прийняти план ООН.
Арабські керівники, в тому числі Ліга арабських держав та (Палестинська) Вища арабська рада категорично відкинули план ООН по розділу Палестини і заявили, що докладуть всіх зусиль, щоб перешкодити його реалізації. Так, Джамаль аль Хуссейні, виконував обов'язки голови Вищого арабського ради, 24 листопада 1947 року погрожував, що «  Палестина буде охоплена вогнем і кров'ю, якщо євреї отримають хоч якусь її частину ». Поряд з принциповим відкиданням єврейського держави, арабські лідери стверджували, що план порушує права більшості населення Палестини, яке тоді перебувало на 67 % з неєвреїв. Критиці піддавалися як розмір, так і якість території, виділеної для єврейського держави.

### Роль великих держав
Прийняття цього плану стало можливим завдяки його підтримці з боку найбільших держав — СРСР та США. Радянський Союз, намагаючись зміцнити свою позицію на Близькому Сході, прагнув, в першу чергу, підірвати позиції Великої Британії. Підтримка плану ООН з боку СРСР стала великою несподіванкою як для євреїв, так і для арабів. Зокрема, радянський представник А. А. Громико на пленарному засіданні 26 листопада рішуче висловився за «варіант розділу Палестини на дві самостійних демократичних держави — арабське і єврейське».
На думку ізраїльського політика Юлія Кошаровський
Близькосхідна політика Сталіна будувалася таким чином, щоб вигнати Велику Британію з стратегічно важливого регіону і, по можливості, зайняти її місце. Саме цим визначалася підтримка боротьби євреїв Палестини проти Британського мандата за свою національну незалежність.
Серед політичної еліти США з цього питання існували серйозні розбіжності і, в підсумку, вирішальну роль зіграла особиста позиція президента Гаррі Трумена, який, заради ухвалення рішення про створення Ізраїлю, пішов на прямий конфлікт з керівництвом держдепартаменту.
У березні 1947 року Трумен в приватному порядку пообіцяв Хаїму Вейцману (майбутньому президентові Ізраїлю) підтримку ідеї розділу Палестини, але у той же день американський посол в ООН проголосував за передачу Палестини під опіку ООН. Трумен прийшов в лють і звинуватив в події чиновників Держдепартаменту. Однак за цим голосуванням стояла група високопоставлених осіб, включаючи держсекретаря Джорджа Маршалла і міністра оборони Джеймса Форрестола. Конфлікт між Труменом і Маршаллом з цього питання загрожував перерости в урядову кризу. Проте розростання скандалу вдалося уникнути. Трумен наполіг на своєму рішенні підтримати створення Ізраїлю.

## Війна за незалежність
Прийняття ООН плану розділу Палестини викликало різку негативну реакцію як палестинських арабів, так і в цілому в арабському світі. Сутички між єврейськими і арабськими збройними формуваннями стали переростати в повномасштабні військові зіткнення і британська влада не в змозі були перешкодити цьому. Обидві протиборчі сторони посилено закуповували озброєння і мобілізовували населення. Єврейські і арабські воєнізовані формування прагнули до максимального захоплення території та контролю над комунікаціями, заняття ключових пунктів відразу ж після відходу британських військ.
До того часу керівництво ішува було сконцентровано в руках Єврейського агентства на чолі з Бен-Гуріоном — прообразу майбутнього уряду.
Основний військовою силою єврейського населення була Хагана — підпільна воєнізована організація створена в 1920 році для захисту єврейських поселень. К 1947 році це вже була розгалужена організація, куди входять ударні батальйони Пальмах, 6 бригад польових частин піхоти, територіальні частини, розвідку, штаби, допоміжні структури. Окремо діяли бойові підрозділи підпільних організацій Іргун та Лехі.
Більшість наведених джерел оцінює чисельність єврейських збройних сил з центральним командуванням в листопаді 1947 року в 14-16 тисяч чоловік (крім того, до 20 тисяч в міських ополчення ХІМ та молодіжних організаціях ГАДНА (івр. גדודי הנוער —  Гдуд ха-ноар ) і близько тисячі в допоміжній єврейської поліції, підпорядкованої британському командуванню), а в травні 1948 року — в 27-35 тисяч чоловік (включаючи або виключаючи ХІМ, що налічували близько 6 тисяч чоловік)
Бенні Морріс ділить цей етап на два періоди. Перший період з 29 листопада 1947 до березня 1948 року, характеризувався тим, що єврейські сили декларували принцип «відповідних акцій» проти арабів. З березня 1948 року до середини травня 1948 року цей принцип скасовується і війна характеризується активними діями Хагани з узяття під контроль територій в підмандатної Палестині.
Наступ Хагани в квітні-травні привів до взяття євреями Тверії, Хайфи, Цфата, Яффо, Акко та інших населених пунктів з арабським або змішаним населенням.
15 травня 1948 року Єгипет, Сирія, Ліван, Трансйорданії, Саудівська Аравія, Ірак та Ємен оголосили війну євреям Палестини і напали на щойно проголошений Ізраїль з метою знищення нової єврейської держави і, згідно з декларацією арабських країн при вторгненні, для створення в Палестині єдиного державного утворення, «Де всі жителі будуть рівні перед законом». Ізраїльтяни відбили напад, відстояли існування Ізраїлю і значно збільшили його територію. Бойові дії тривали до 18 липня 1949 року. 20 липня було підписано останню угоду про припинення вогню з Сирією.

## Проголошення незалежності і визнання
12 травня 1948 року відбулося історичне засідання Народного правління (тимчасового органу управління ішува) для розгляду заяви держсекретаря США Джорджа Маршалла, в якому він вимагав відкласти проголошення держави і оголосити припинення вогню на 3 місяці. На цей період влада Маршалл пропонував передати Комітету зі спостереження за припиненням вогню, який був би сформований Радою Безпеки ООН. Маршалл сказав, що якщо Народне правління не прийме такого рішення, то «нехай вони не звертаються до Сполучених Штатів у разі арабського вторгнення». На цьому ж засіданні Голда Меїр доповіла про провал переговорів з королем Йорданії Абдаллою, якого планувалося, але не вдалося відговорити від участі у війні. Дана подія була прийнята серед єврейського населення важко, оскільки Йорданія мала сильну армію, в підготовці та керівництві якої брали участь британські військові. Крім того, тепер територія Йорданії була відкритою для проходження по ній іракських військ. Заслухавши думку військових керівників Ісраеля Галілі та Ігаеля Ядіна Народне правління 6 голосами проти 4 за участю 10 з 13 членів ухвалило рішення відхилити пропозицію США.
Єврейська держава була проголошена 14 травня 1948 року в будівлі музею на бульварі Ротшильда в Тель-Авіві, за один день до закінчення британського мандата на Палестину.
В Декларації незалежності Ізраїлю говорилося:
[… ] 29 листопада 1947 року Генеральна Асамблея Організації Об'єднаних Націй прийняла резолюцію про створення єврейської держави в Ерец-Ісраель.

[…] Єврейський народ, як і всякий інший народ, має природним правом бути незалежним у своїй суверенній державі.

[…] Держава Ізраїль буде відкрито для репатріації та об'єднання в ньому розсіяних по світу євреїв ; воно докладе всіх зусиль до розвитку країни на благо всіх її жителів. Воно буде ґрунтуватися на засадах свободи, справедливості і миру, відповідно до ідеалами єврейських пророків. Воно здійснить повне суспільне і політичне рівноправність всіх своїх громадян незалежно від релігії, раси чи статі. Воно забезпечить свободу віросповідання і совісті, право користування рідною мовою, право освіти і культури. Воно буде охороняти святі місця всіх релігій і буде вірно принципам Хартії Організації Об'єднаних Націй.

Держава Ізраїль виявляє готовність співпрацювати з органами і представниками Організації Об'єднаних Націй в справі проведення в життя резолюції Генеральної Асамблеї від 29 Листопад 1947 року та зробить кроки до здійснення економічної єдності всієї Ерец-Ісраель. […]

Закликаємо синів арабського народу, що живуть в Державі Ізраїль, [ — навіть в ці дні кривавої агресії, розв'язаної проти нас багато місяців тому, [ — берегти мир і брати участь в будівництві держави на основі повної громадянської рівноправності і відповідного представництва у всіх його установах, тимчасових і постійних.

простягаємо руку світу і пропонуємо добросусідські відносини всім сусіднім державам та їх народам і закликаємо їх до співпраці з єврейським народом, що здобув незалежність у своїй країні. Держава Ізраїль готова внести свою лепту у спільну справу розвитку всього Близького Сходу. […]
Першою державою визнала Ізраїль де-факто були США. Трумен оголосив про це в 18:11 хвилин 14 травня — через 11 хвилин після того, як Бен-Гуріон оголосив Декларацію про Незалежність. Першою країною, що визнала єврейська держава в повному обсязі, де-юре, став 17 травня радянський Союз.

## Значення і наслідки
Війна за незалежність Ізраїлю супроводжувалося масовою (від 520 тисяч до 1 млн.) міграцією палестинського арабського населення з територій, що потрапили під контроль Ізраїлю. За однією з версій, більшість біженців було насильно вигнано ізраїльською армією, за іншою — пішло добровільно на заклик арабських лідерів. З іншого боку, після рішення ООН про розділ Палестини понад 800 тисяч євреїв були вигнані або втекли з арабських країн в Ізраїль і деякі інші країни. Ці події породили арабо-ізраїльський конфлікт, що триває донині, в рамках якого після 1949 року пройшло кілька воєн і безліч дрібніших сутичок. Території, окуповані Ізраїлем в ході війни 1967 року, продовжують залишатися предметом суперечки, так само як і питання про повернення біженців та їхніх нащадків. Легітимність створення Ізраїлю заперечується деякими радикальними лідерами ісламського світу, зокрема президентом Ірану Махмудом Ахмадінежадом, Ізраїль бойкотують 20 з 22 членів Арабської ліги.
При цьому Ізраїль як національна держава став будинком для мільйонів євреїв — як для тих, що приїхали в нього з усього світу, так і для тих, що народилися в ньому за десятиліття його існування.